# كورونا (قمر صناعي)

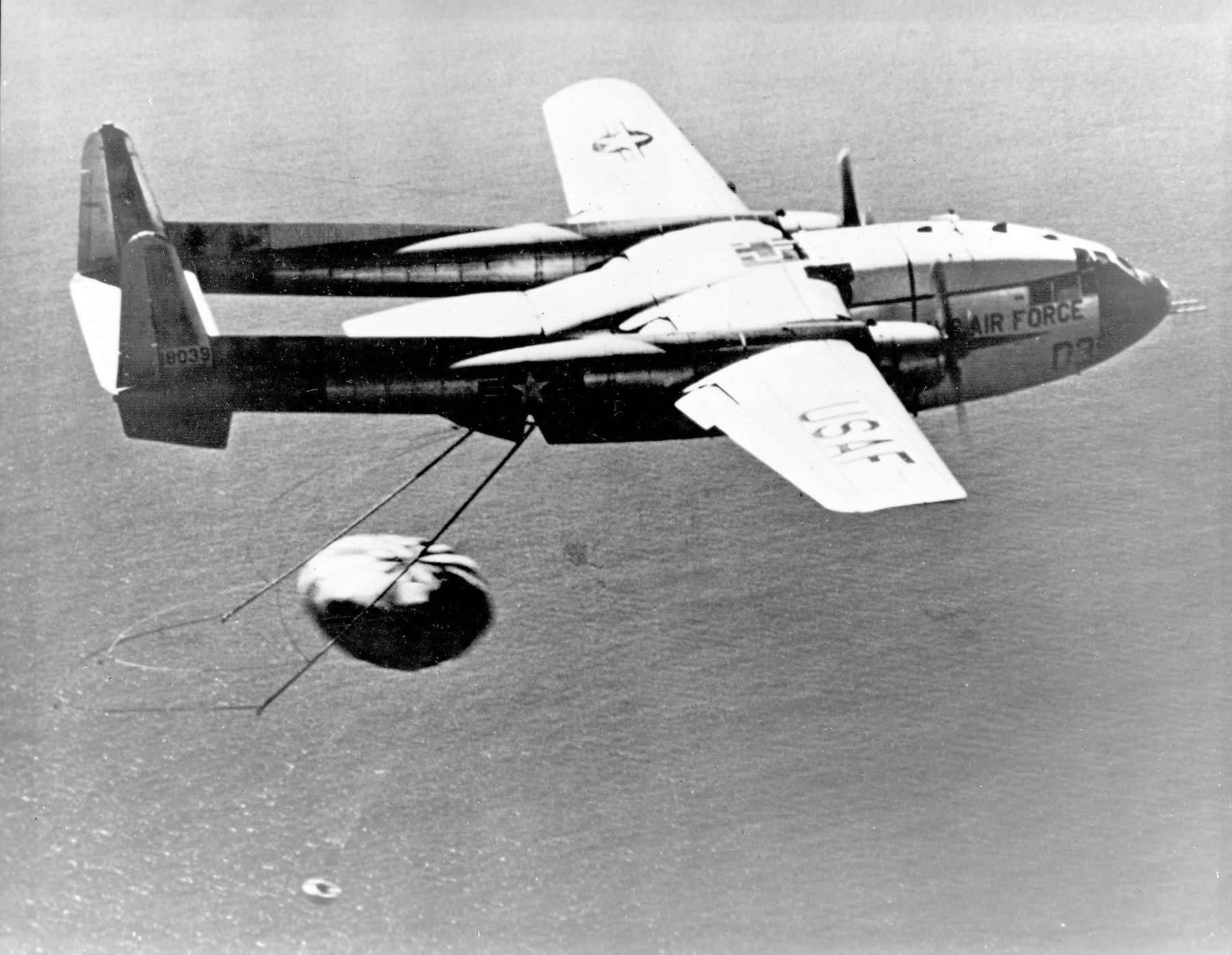
استعادة كبسولة عودة مكتشف 14 (نموذجية لسلسلة كورونا)

برنامج كورونا هو سلسلة من أقمار التجسس الاستراتيجية الأمريكية، والتي أُنتجت ودخلت الخدمة بفضل مديرية العلوم والتكنولوجيا التابعة لوكالة الاستخبارات المركزية الأمريكية، وبفضل المساعدة الضخمة من طرف القوات الجوية الأمريكية. استُخدمت أقمار كورونا للمراقبة التصويرية والتجسس على الاتحاد السوفيتي وجمهورية الصين الشعبية ومناطق أخرى بدءاً من شهر يونيو عام 1959 وحتى شهر مايو عام 1972.

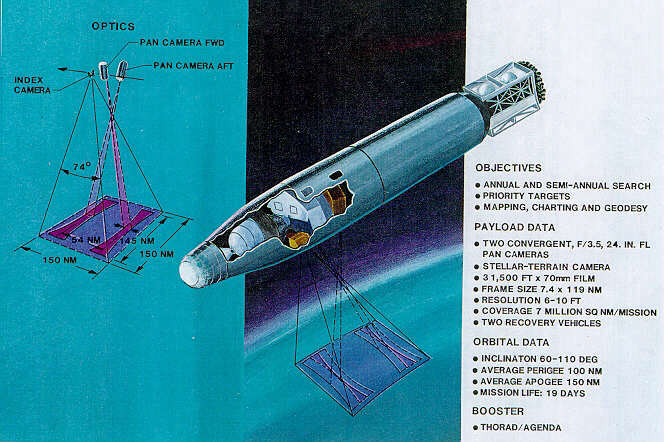
القمر الصناعي كورونا KH-4B

## التاريخ والتكلفة

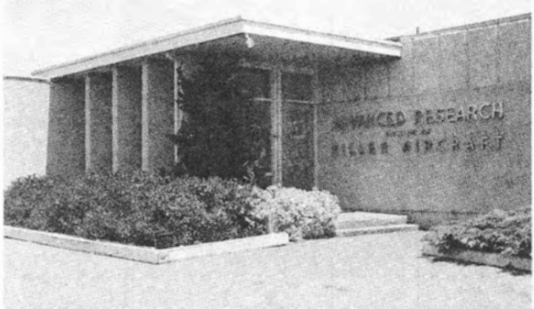
مرفق "المشاريع المتقدمة" التابع لشركة لوكهيد في شركة هيلير للطائرات في مينلو بارك ، كاليفورنيا.

بدأ برنامج كورونا المُسمى “ديسكوفرر” كجزء من أقمار التجسس WS–117L وكبرنامج حماية للقوات الجوية الأمريكية عام 1956. كان برنامج WS–117L يرتكز على توصيات وتصاميم شركة RAND. صنّفت القوات الجوية التابعة للولايات المتحدة مركز أونيزوكا التابع للقوات الجوية (الذي كان يُدعى وقتها بـ مركز سونيفيل التابعة للقوات الجوية) على أنه “مهد برنامج كورونا”. في شهر مايو عام 1958، استلمت وزارة الدفاع مهمة نقل برنامج WS–117L إلى وكالة مشاريع البحوث المتطورة (أو DARPA داربا اختصاراً). في العام المالي 1958، تولت القوات الجوية مهمة تمويل برنامج WS–117L بمبلغ 108.2 مليون دولار أمريكي (بما يعادل 0.94 مليار دولار عام 2019 بعد حساب معدل التضخم). أنفقت القوات الجوية ووكالة مشاريع البحوث المتطورة ما مجموعه 132.3 مليون دولار أمريكي عام 1959 (ما يُعادل 1.14 مليار دولار عام 2019) على مشروع “ديسكوفرر”، وأنفقت 101.2 مليون عام 1960 (أي ما يعادل 0.86 مليار دولار عام 2019). وفقاً لـ جون إن. مكماهون، بلغ مقدار النفقات على مشروع كورونا الـ 850 مليون دولار أمريكي وقتها.
أدت حادثة إسقاط طائرة التجسس الأمريكية يو–2 على يد السوفيات في شهر مايو عام 1960 إلى السعي الحثيث لتنفيذ مشروع كورونا.

## طاقم التصميم
مينورو إس. “سام” أراكي وفرانسيس جاي. مادن وإدوار أ. ميلر وجيمس دبليو. بلومر ودون إتش. شوسلر، جميعهم مسؤولون عن تصميم وتطوير وتشغيل مشروع كورونا، أول أنظمة مراقبة فضائية تُشغل من الأرض. نتيجة ذلك، حصلوا على جائزة “تشارلز ستارك دريبر” عام 2005.

## التكنولوجيا

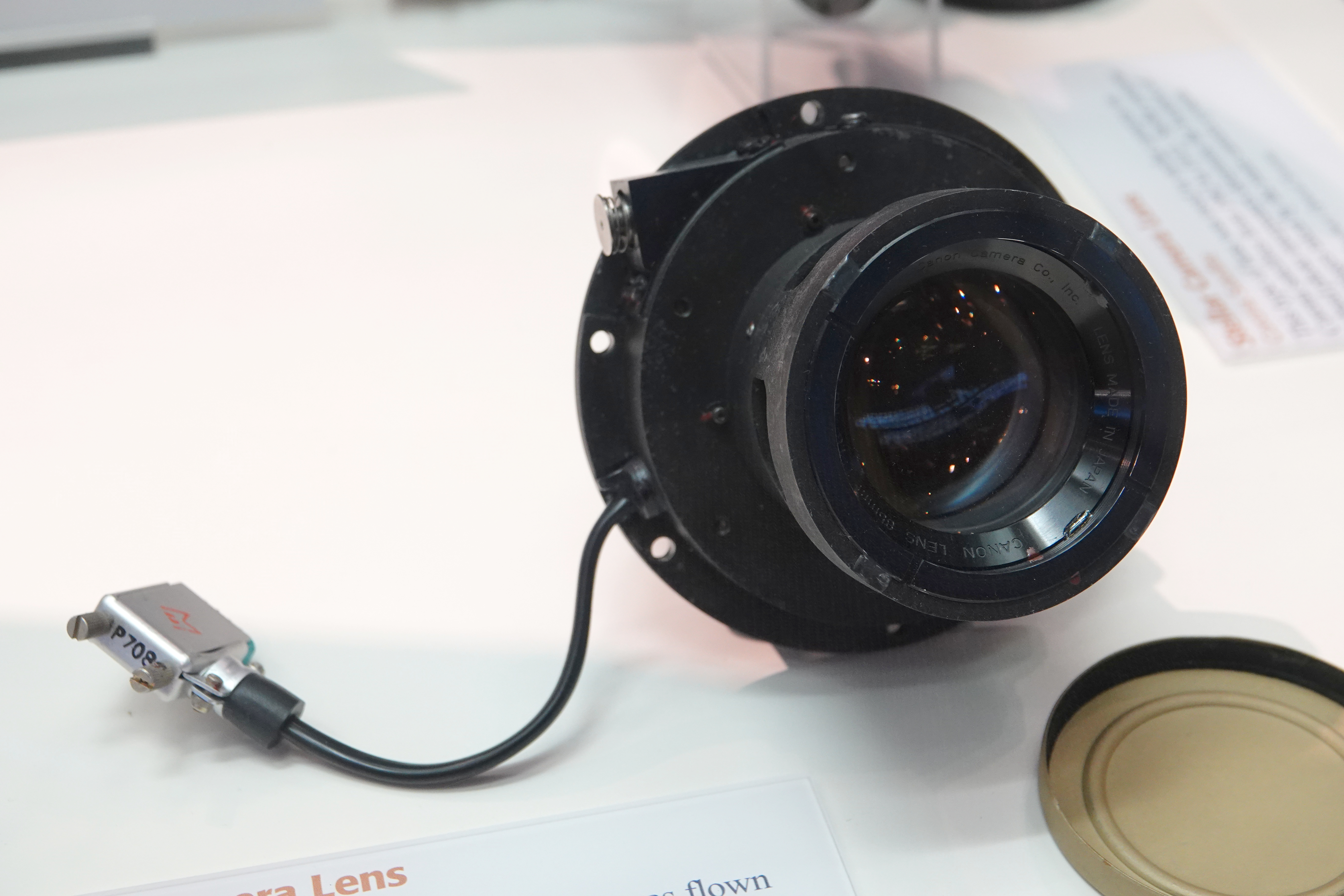
عدسة الكاميرا لمؤشر كورونا

استخدمت أقمار كورونا فيلم 70 ملمتر وكاميرا ببعد رؤي قدره 24 إنش (610 ملمتر). صنعت شركة إيستمان كوداك الفيلم، وكان ثخن الفيلم 0.0003 إنش (7.6 ميكرومتر)، وبمستوى دقة يبلغ 170 خطاً في 0.04 إنش (1.0 ملم) من الفيلم. كان التباين 1–إلى–2. استُبدل لاحقاً الفيلم المصنوع من الأسيتات بآخر مصنوعٍ من البوليستر الأكثر تحملاً في مدار الأرض. تنوّع مقدار الأفلام المحمولة على القمر على مر الوقت. ففي البداية، حمل كل قمر 8 آلاف قدم (2400 متر) من الفيلم لكلّ كاميرا، أما مجموع أطوال الأفلام المحمولة فيبلغ 16 ألف قدم (4900 متر). لكن تخفيض ثخن الفيلم الخام سمح بحمل طول أكبر. في الجيل الخامس من القمر، تضاعف مقدار طول الفيلم المحمول ليصل إلى 16 ألف قدم (4900 متر) لكل كاميرا، وما مجموعه 32 ألف قدم (9800 متر) من الفيلم. وذلك بسبب تخفيض ثخن الفيلم وزيادة عدد محافظ الأفلام. كانت معظم الصور بالأبيض والأسود. واستُخدم التصوير بالأشعة تحت الحمراء في البعثة 1104، والفيلم الملوّن في البعثات 1105 و1008. لكن وُجد أن الفيلم الملوّن دقته منخفضة، لذا لم يتم استخدامه لاحقاً.

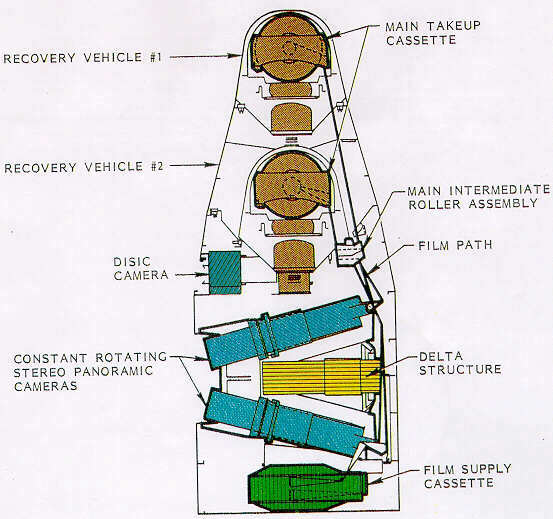
رسم تخطيطي لنموذج "J-1" ستيريو / بانورامي يدور باستمرار نظام كاميرا القمر الصناعي كورونا الاستطلاع المستخدمة في البعثات KH-4A 1963-1969.

صُنعت الكاميرات من طرف شركة آيتيك. وزُوّدت الكاميرات بعدسات ثلاثية 12 إنش (30 سم) وفتحة عدسة حجمها f/5. كان قطر كل عدسة 7 إنشات (18 سم). وكانت مشابهة لعدسات تيسار التي تُصنعها شركة زايس الألمانية. كان طول الكاميرات 5 أقدام (1.5 متر) في بادئ الأمر، لكن تمت زيادة طولها لاحقاً ليصل إلى 9 أقدام (2.7 متر).
كان أول قمر يحوي كاميرا واحدة فقط، لكن اعتُمد بعدها نظام الكاميرتين على الفور. كانت الكاميرا الأمامية بزاوية ميل قدرها 15 درجة إلى الخلف، أما الكاميرا الخلفية فكانت زاوية ميلها 15 درجة إلى الأمام، وهذا ما يسمح بالتقاط صورة ثلاثية الأبعاد. لاحقاً، اعتمد نظام الكاميرات الثلاثة في الأقمار. وكانت مهمة الكاميرا الثالثة التقاط صور فوتوغرافية مفهرسة للأجسام التي يتم تصويرها بكشل ثلاثي الأبعاد.

### الاستعادة

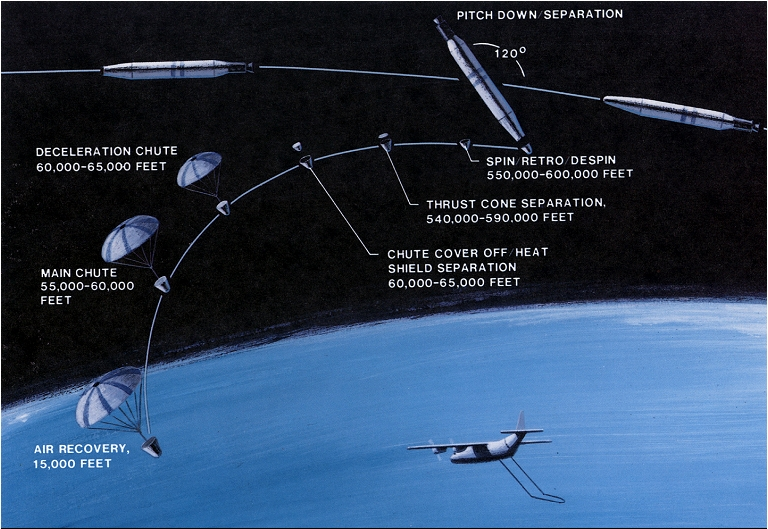
مناورة استعادة الفيلم كورونا

تمت استعادة الفيلم عن طريق محفظة إعادة الإدخال (التي سُميت محفظة الفيلم)، والتي صممتها شركة جنرال إلكتريك، حيث تنفصل المحفظة عن القمر وتسقط على الأرض. بعد زوال الحرارة الشديدة لإعادة الدخول، يُرمى الدرع المحيط بالمركبة على ارتفاع 60 ألف قدم (18 كيلومتر) وتُفتح مظلات الهبوط. من المفترض أن تُلتقط المحفظة وهي في الهواء بواسطة طائرة محلقة تحمل مخلباً في الجو كي يمسك بها ويرفعها، أو قد تسقط المحفظة في البحر. عرضت وكالة رويترز تقريراً عن حادثة مركبة أثناء إعادة الدخول، وهبوطها واكتشافها على يد مزارعين فنزويليين في منتصف عام 1964، لم تصنف الولايات المتحدة المحافظ بالسرية بعد تلك الحادثة، بل عرضت جائزة في ثماني لغات لمن يحصل على المحفظة ويعيدها إلى الولايات المتحدة. في الرحلة رقم 69، استُخدم نظامٌ من محفظتين. وذلك ما سمح للقمر بالتخفي ضمن الوضع الكامن، أي إيقاف التشغيل لمدة تصل إلى 21 يوماً قبل التقاط الصور مجدداً. وفي عام 1963، أُضيف تحسينٌ آخر، وهو “قارب النجاة”، وهو نظام يعمل على البطارية ويسمح بإطلاق واستعادة المحفظة في حالات العطل الكهربائي. كانت الأفلام تُعالج في منشأة إيستمان كوداك هوكي في روشستر في نيويورك.
استُخدمت محفظة الأفلام الخاصة بكورونا في قمر KH–7 GAMBIT، واستطاعت التقاط صورٍ بدقة أعلى.

### رفع حكم السرية
صُنف مشروع كورونا رسمياً بالسري حتى عام 1992. ثم في الثاني والعشرين من شهر فبراير عام 1995، تم رفع حكم السرية عن الصور التي التقطتها أقمار كورونا، والصور الملتقطة بواسطة برنامجين آخرين هما أرغون وKH–6 Lanyard، وتم ذلك عن طريق قرار إداري موقع من الرئيس السابق بيل كلينتون. كما تم رفع حكم السرية عام 2002 عن الصور الملتقطة بكاميرات أقمار KH–7 وKH–9 ذات الدقة المنخفضة.
استخدم فريقٌ من العلماء من الجامعة الوطنية الأسترالية تلك الصور لتحديد واستكشاف المواقع الأثرية المأهولة، ومصانع الأواني الفخارية والقبور المغليثية والبقايا الأثرية في شمال سوريا والتي تعود إلى العصر الحجري القديم. استخدم علماء من جامعة هارفرد تلك الصور للتعرف على مسارات هجرات شعوب ما قبل التاريخ في بلاد الرافدين.
يستضيف مشروع أطلس كورونا الرقمي للشرق الأوسط عدداً هائلاً من صور القمر KH–4B، بإمكان المستخدمين الاطلاع عليها وتحميل صور مصححة فضائياً.

## في الثقافة العامة
استلهم الكاتب الإسكتلدني أليستر ماكلين أفكار رواية التشويق خاصته Ice Station Zebra عام 1963، وأيضاً الفيلم المقتبس عنها عام 1968، من الأنباء الواردة في السابع عشر من شهر أبريل عام 1959 عن اختفاء محفظة قمر كورونا التجريبي (ديسكوفرر 3) الذي هبط سهواً قرب شبيتزبيرغن في الثالث عشر من أبريل. استطاع العملاء السوفيات استعادة المركبة، لكن المحفظة سقطت في الماء وغرقت على الأغلب. ذُكر برنامج كورونا أيضاً في لعبة الفيديو “كول أوف ديوتي: بلاك أوبس 2”.

## معرض صور

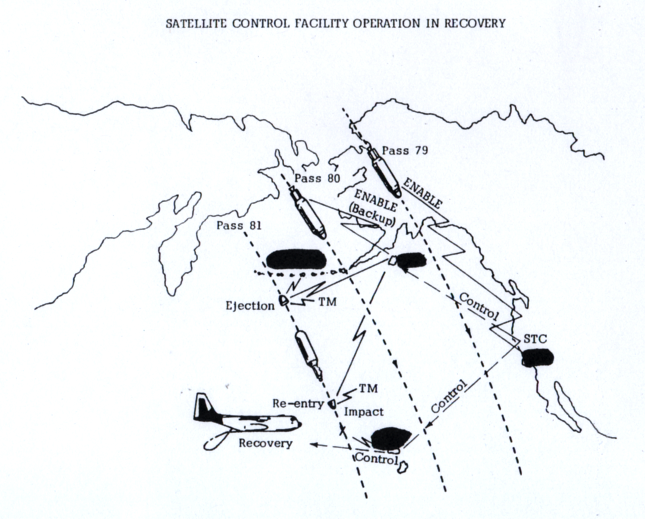
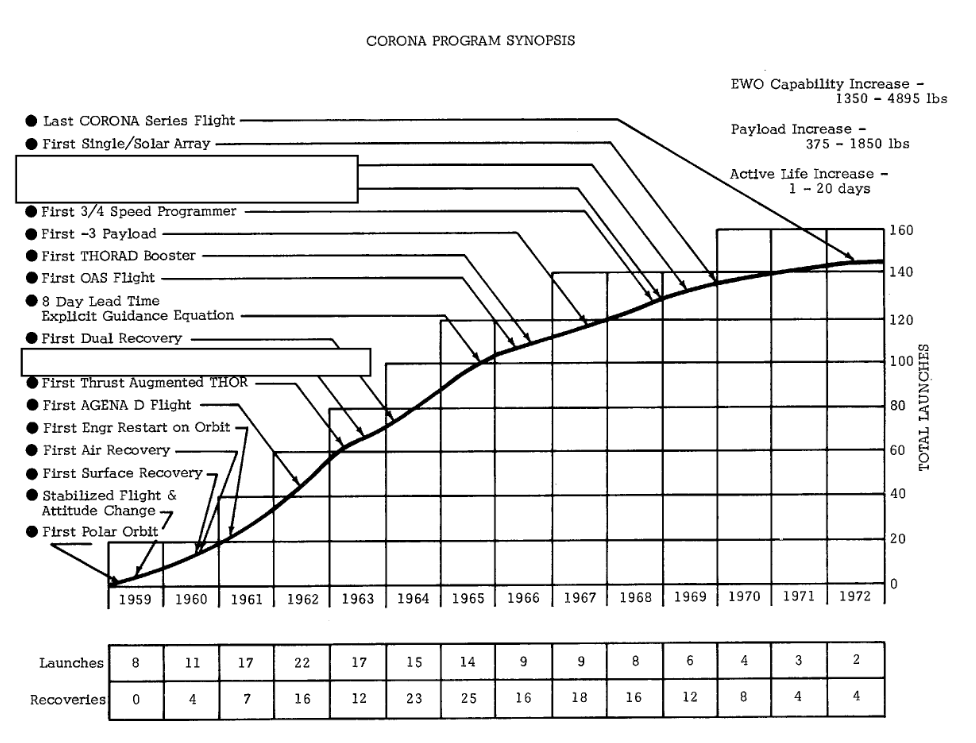
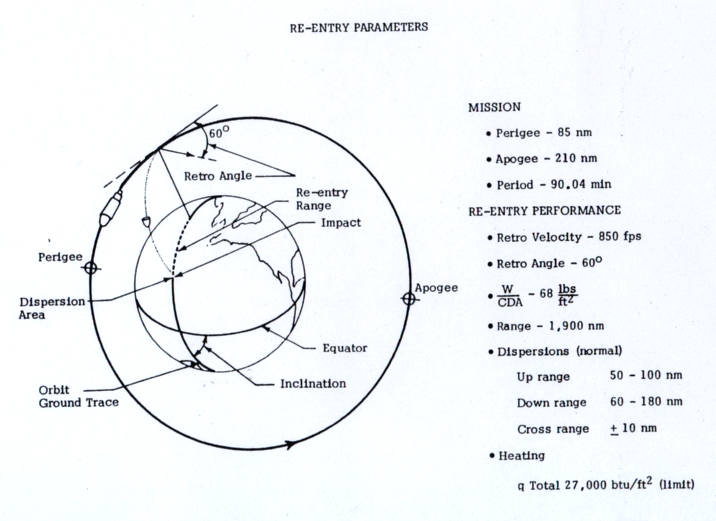